# Нгуен Дык Хоа
Нгуен Дык Хоа (вьет. Nguyễn Đức Hòa; род. 13 июля 1989) — вьетнамский шахматист, гроссмейстер (2014).
В составе национальной сборной участник 3-х Олимпиад (2010—2014).

## Изменения рейтинга
| Графики недоступны из-за технических проблем. См. информацию на Фабрикаторе и на mediawiki.org. |